# Horst Schiller
Horst Schiller (6 de Setembro de 1917 - 2 de Junho de 1943) foi um piloto alemão da Luftwaffe durante a Segunda Guerra Mundial. Voou 466 missões de combate, nas quais destruiu 2 navios, 17 tanques, um comboio e uma bateria costeira.